# (709487) 2013 BL76
2013 BL76 là một vật thể ngoài sao Hải Vương và centaur từ đĩa rải rác và đám mây Oort trong có đường kính khoảng 30 km. Sử dụng một kỷ nguyên của tháng 2 năm 2017, đó là hành tinh nhỏ có trục bán chính lớn thứ 5 trong Hệ Mặt trời (những cái lớn hơn bao gồm 2014 FE72, 2012 DR30 và 2005 VX3). 2013 BL76 có trục bán chính lưỡng cực ~ 964 AU, là trục bán chính lớn thứ ba lớn nhất của bất kỳ hành tinh nhỏ nào.

## Có khả năng là sao chổi
Với cấp sao tuyệt đối (H) là 10,8 và một suất phản chiếu không xác định, vật thể có đường kính ước tính 15 154040 km. Vì nó không được nhìn thấy ngoài trời, nên không biết nó có phải là sao chổi hay không. Nó cũng có thể là một damocloid, một loại hành tinh nhỏ ban đầu là sao chổi nhưng đã mất hầu hết các vật liệu dễ bay hơi gần bề mặt của nó sau nhiều quỹ đạo quanh Mặt trời. Nó cũng có thể là một sao chổi không hoạt động mà đơn giản là chưa từng thấy.

## Quỹ đạo
2013 BL76 đã đến điểm cận nhật với khoảng cách 8.3 AU từ Mặt trời vào ngày 27 tháng 10 năm 2012, khi nó đạt đến cường độ rõ ràng khoảng 20. Vào năm 1927, khi nó cách Mặt trời 100 AU, nó có cấp sao biểu kiến khoảng 30,8. Để so sánh hành tinh lùn 90377 Sedna có cường độ rõ ràng là 21,7 khi nó cách Mặt trời 100 AU. Nó sẽ đến điểm viễn nhật vào đầu tháng Chín.
Nó sẽ không còn là 50 AU từ Mặt trời cho đến năm 2045. Sau khi rời khỏi khu vực hành tinh của Hệ Mặt trời, 2013 BL76 sẽ có một viễn điểm hai năm 1920 AU với chu kỳ quỹ đạo là 29900 năm. Quỹ đạo của năm 2013 BL76 hiện đang đến gần Sao Thổ hơn bất kỳ hành tinh khổng lồ nào khác. Trong sự tích hợp 10 triệu năm của quỹ đạo, quỹ đạo danh nghĩa (phù hợp nhất) có được điểm perihelion là 0,5 AU (bên trong quỹ đạo của Sao Kim) và một trong những bản sao 3-sigma có được điểm perihelion chỉ 0,008 AU (1.200.000 km).
2013 BL76 đi theo quỹ đạo kỹ thuật thụt lùi quanh Mặt trời. Nó thực sự quay quanh một mặt phẳng gần như vuông góc với mặt phẳng của hoàng đạo. Nó có độ nghiêng cao thứ 55 của bất kỳ tiểu hành tinh nào được biết đến, sau 2010 GW147 và trước 2014 HS150.